# آثار احمدی
آثار احمدی کتابی تاریخی و کلامی به زبان فارسی می‌باشد. احمد بن تاج‌الدین استرآبادی نویسنده این کتاب است. این کتاب شامل روایت‌های گوناگون و گفتارهای مختلف است. نویسنده کتاب درباره آثار احمدی گفته‌است: برای نوشتن کتاب از کتاب روضه‌الاحباب نوشتة جمال‌الدین عطاءاله دشتکی شیرازی استفاده کردم. این کتاب شامل بخشی از تاریخ اسلام است که در آن زندگی‌نامه محمد پیامبر اسلام و جنگ‌های وی و در پایان اندکی از زندگی‌نامه امامان دوازده‌گانه شیعیان یاد شده‌است.

## نسخه‌ها
کهن‌ترین نسخه خطی آن که برخی با احتمالی ضعیف، آن را به خط نویسنده انگاشته‌اند، مورخ ۹۲۴ هجری قمری ۱۵۱۸ میلادی است که در کتابخانه انجمن آسیای بنگال است. نسخه‌های خطی دیگر آن در کتابخانه‌های مرکزی دانشگاه تهران، کتابخانه ملی (تهران)، کتابخانه آیت‌الله مرعشی (قم)، کتابخانه سلطنتی (سابق)، کتابخانه شورای ملی (سابق)، کتابخانه شخصی اسماعیل آموزگار (مشهد)، کتابخانه شخصی سیدجلال‌الدین محدث ارموی (تهران) و کتابخانه رنینگتون (آلمان) موجود است.